# Жук, Вадим Семёнович
Вадим Семёнович Жук (30 января 1947, Ленинград — 20 марта 2025, Суздаль, Владимирская область) — советский и российский актёр, сценарист, либреттист, поэт, теле- и радиоведущий.

## Биография

### Ранние годы
Вадим Жук родился 30 января 1947 года в Ленинграде. Окончил театроведческий факультет ЛГИТМиКа.

### Творчество
С 1973 по 1974 год работал актёром в Омском ТЮЗе.
Снимался в фильмах Александра Сокурова, Игоря Масленникова, Владимира Хотиненко, Антона Барщевского и других. Всего — более 20 ролей в кино.
Был единственным автором и художественным руководителем ленинградского, затем петербургского театра-студии «Четвёртая стена», спектакли которого демонстрировались по Центральному телевидению. Писал сценарии капустников для Центрального Дома Актёра.
Был автором и ведущим радиопередачи «Слушать подано!» Радио России.
В 2000—2001 годах вёл совместно с Михаилом Жванецким передачу «Простые вещи» на РТР.
Совместно с С. Плотовым писал куплеты к передачам Виктора Шендеровича «Бесплатный сыр» (ТВС) и «Плавленый сырок» (Эхо Москвы). Автор передачи канала «Культура» «„Обыкновенный концерт“ с Эдуардом Эфировым»
Был художественным руководителем и ведущим фестиваля «Золотой Остап».
Постоянный ведущий и председатель жюри фестиваля капустников «Весёлая коза».
Постоянный ведущий премии Конгресса фантастов России «Странник».
Председатель или член жюри, автор сценария и ведущий церемоний ряда анимационных и театральных фестивалей — «Золотой софит», «Крок», Открытый российский фестиваль анимационного кино в Суздале и других.
Проводил юбилеи А. Петрова, М. Боярского, Ю. Ряшенцева, В. Войновича, Ф. Искандера, Г. Горина, Ю. Кима, М. Рощина и множество других.
Автор либретто (совместно с Игорем Иртеньевым) мюзикла «Весёлые ребята». Композитор — Максим Дунаевский.
Автор либретто оперетты «Чайка» на музыку Александра Журбина и «Русское горе» на музыку Сергея Никитина, «Шинель. Пальто» на музыку Максима Дунаевского, идущих на сцене театра «Школа современной пьесы», музыкального спектакля «Лес» с Владимиром Дашкевичем в Санкт-Петербургском театре «Комедианты» других.
Автор сценария (с Екатериной Михайловой) полнометражного мультфильма «Возвращение Буратино».
Автор и соавтор сценариев анимационных фильмов «Собачья дверца», «Сказка про Волка», «Лис», «Ваня и Леший» и ряда других.
Написал ряд песен к анимационным фильмам «Маша и Медведь», «КОАПП 20 лет спустя», «Солдатская песня» и пр.

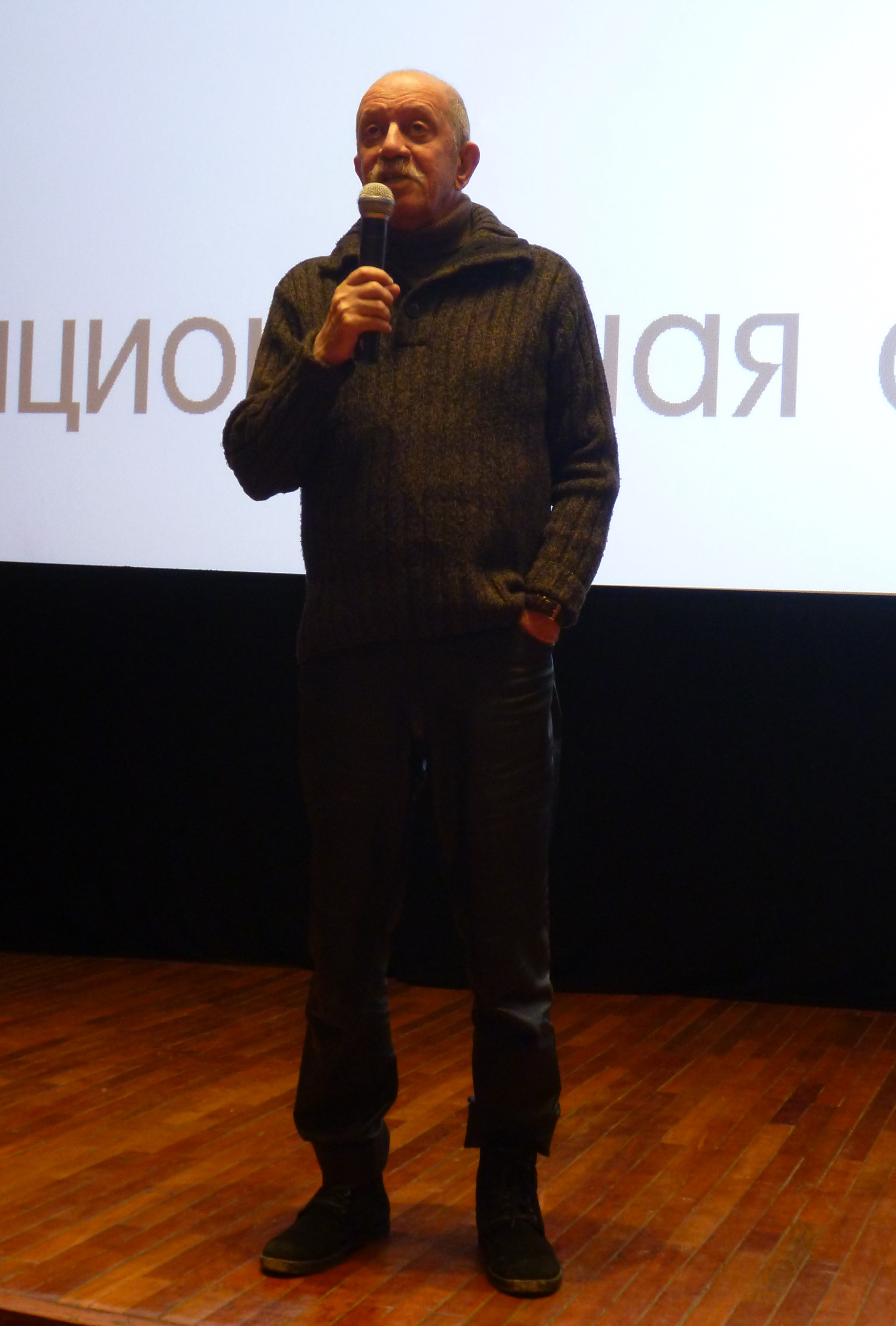
Вадим Жук на фестивале «Кинопроба», 5 декабря 2020 года

Выпустил сборники лирики «Стихи на даче» (изд. «Зебра-Е»), «Жаль — птица» (изд. «Время»), «Ты» (изд. «Век информации»). Сборника драмы и драматических стилизаций «След в след» (изд. «Время») Сборника стихов «Угол Невского и Крещатика» совместно с Т. Вольтской (изд. «Радуга»)
Печатался в журналах «Знамя», «Арион», «Звезда», «Октябрь», «Новый мир» и зарубежных изданиях.
Входил в экспертный совет Национальной анимационной премии «Икар». Был членом Союза журналистов и Союза литераторов России.
В сентябре 2020 года подписал письмо в поддержку протестных акций в Беларуси.
После российского вторжения в Украину в 2022 году написал десятки антивоенных стихотворений.
Жил в Москве.

### Смерть
Скончался в 11 часов утра 20 марта 2025 года на 79-м году жизни в Суздале, куда приехал для участия в XXX фестивале анимационного кино «Суздальфест», бессменным ведущим которого был многие годы. В 2025 году Жук был отстранён от ведения церемонии открытия фестиваля. За день до смерти он написал журналистке и писательнице Алле Боссарт: «Мне пока просто всё запрещают — имя на афишах, выступления. Вот и ведение в Суздале запретили. В Роскомнадзоре лежит серьёзный донос от «Ветеранов России». С просьбой разобраться со мной. Вот и разбираются». В итоге церемонию открытия Вадим Семёнович наблюдал из зрительного зала, где, по свидетельству очевидцев, произнёс: «Не представляешь, как мне больно смотреть на это веселье». Своё последнее стихотворение Вадим Семёнович опубликовал менее чем за 12 часов до смерти. Наутро, после завтрака, он поднялся в свой гостиничный номер и умер.
Прощание прошло 25 марта в храме Николая Чудотворца в Новой слободе (улица Долгоруковская, 25). После прощания тело было кремировано, а прах был захоронен в Санкт-Петербурге.

### Личная жизнь
- Первая жена — Ольга Саваренская (1948—2000), театральный художник.
  - Сын Иван Жук (род. 1978) — блюзовый гитарист и певец.
    - Внуки Евгений и Прохор, внучка Ольга. После вторжения России в Украину уехали в Израиль, живут в Хайфе[17].

- Вторая жена — Марина Курчевская (род. 1956), художник анимационного кино.

## Признание
- 2014 — Художественная премия Петрополь.
- 2016 — Царскосельская художественная премия — за произведение «След в след, или любовь к классике».
- Премия международного фестиваля мультипликационных фильмов «Крок» — за лучшую драматургию.
- 2016 — «Приз Славы» имени Вячеслава Маясова XXI Фестиваля анимационного кино «Суздальфест» — за вклад в развитие Суздальского фестиваля, как постоянному ведущему церемоний[18].

## Фильмография

### Актёрские работы
- 1975 — Звезда пленительного счастья
- 1980 — Кто заплатит за удачу?
- 1986 — Скорбное бесчувствие — доктор Найф
- 1989 — Биндюжник и Король — мужик
- 1989 — Сирано де Бержерак — художник, друг Сирано
- 1990 — Попугай, говорящий на идиш — музыкант в римском ресторане
- 1991 — Лох — победитель воды ― аукционист
- 1992 — Давайте без фокусов! — клиент
- 1992 — Безумные макароны, или Ошибка профессора Бугенсберга[19] (не завершён) — маркиз де Сад
- 1998 — Хочу в тюрьму — подвыпивший посетитель, произносящий изречение «Иногда хочется, чтобы всегда»
- 2002 — Закон (телесериал) — Петя
- 2004 — Тимур и его коммандос — рыбак
- 2008 — Тяжёлый песок (телесериал) — Хаим Ягудин, старый ветеран Первой мировой войны
- 2008 — Улыбка Бога, или Чисто одесская история — худой в катакомбах
- 2009 — Поп — Моисей Сусквин, отец Евы
- 2012 — ЧС. Чрезвычайная ситуация (телесериал) — Алексей Валентинович Тупикин, пенсионер (24 серия)
- 2012 — Шпион — рефери
- 2015 — Праздник непослушания — дедушка Антона

### Сценарии мультфильмов
- 2005 — Продаётся сивая лошадь
- 2007 — Собачья дверца
- 2007 — Сказка про волка
- 2010 — Ваня и леший
- 2011—2014 — Машины сказки
- 2012 — Возвращение Буратино
- 2013 — Немного о себе (альманах «Зелёное яблоко»)
- 2014 — Роман о лисе — Диплом «За слово, одушевлённое в кадре» (ОРФАК Суздаль 2015)
- 2014 — Ушла в Париж
- 2016 — Откуда берутся снежинки?
- 2018 — Ай да Пушкин!